# Aleksàndrovka (Omsk)
Aleksàndrovka — Александровка (rus) — és un poble de l'óblast d'Omsk, a Rússia, que en el cens del 2010 tenia 235 habitants. Pertany al districte rural de Mariànovka.